# Shire (Mawal)
Shire é uma aldeia na Índia, situada na Mawal taluka de Pune (distrito) no estado de Maharashtra. Abrange uma área de 428.39 ha (1,059 acres).

## Administração
A vila é administrada por um sarpanch, um representante eleito que lidera um gram panchayat. Na época do Censo da Índia em 2011, o gram panchayat governava três aldeias e estava sediado em Ambale.

## Demografia
No censo de 2011, a aldeia compreendia 66 famílias. A população de 346 foi dividida entre 186 homens e 160 mulheres.